# Samuel Barrington
Samuel Barrington (* 1729 - † 1800) fue un almirante de la marina británica, el cuarto hijo de John Shute Barrington, 1.er Vizconde de Barrington de Beckett Hall en Shrivenham, Berkshire (ahora Oxfordshire).
Entró en la Marina Real a la edad de 11 años, y por 1747 se había abierto camino a una post-capitanía. Estuvo en servicio continuo durante la Paz de 1748-1756, y en el estallido de la Guerra de los Siete Años sirvió con el almirante Edward Hawke en Basque Roads, al mando del HMS Achilles.
En 1768, fue nombrado junto a la fragata HMS Venus como Gobernador por el Duque de Cumberland, que permaneció con él en todos los rangos, desde guardiamarina hasta contraalmirante. En 1788 conquistó Santa Lucía, como Comandante en jefe de las Indias Occidentales durante la Guerra revolucionaria americana.
El último servicio activo de Barrington fue el Gran Asedio a Gibraltar en octubre de 1782. Como almirante izó su bandera por un corto tiempo en 1790, pero no sirvió en las Guerras de Coalición. Murió en 1800.